# Scambina roseipicta
Scambina roseipicta är en fjärilsart som beskrevs av Druce 1911. Scambina roseipicta ingår i släktet Scambina och familjen nattflyn. Inga underarter finns listade.